# Muarem Muarem
Muarem Muarem, né le 22 octobre 1988, est un footballeur macédonien évoluant actuellement au poste de milieu offensif au KF Shkupi.

## Biographie
Muarem joue pour la première fois pour l'équipe première de Macédoine en septembre 2011 contre la Russie.

Il joua ensuite contre la modeste équipe d'Andorre, puis contre l'Arménie et l'Angola.

## Palmarès
- Championnat d'Azerbaïdjan : 2014, 2015, 2016 et 2017
- Coupe d'Azerbaïdjan : 2015 2016 et 2017

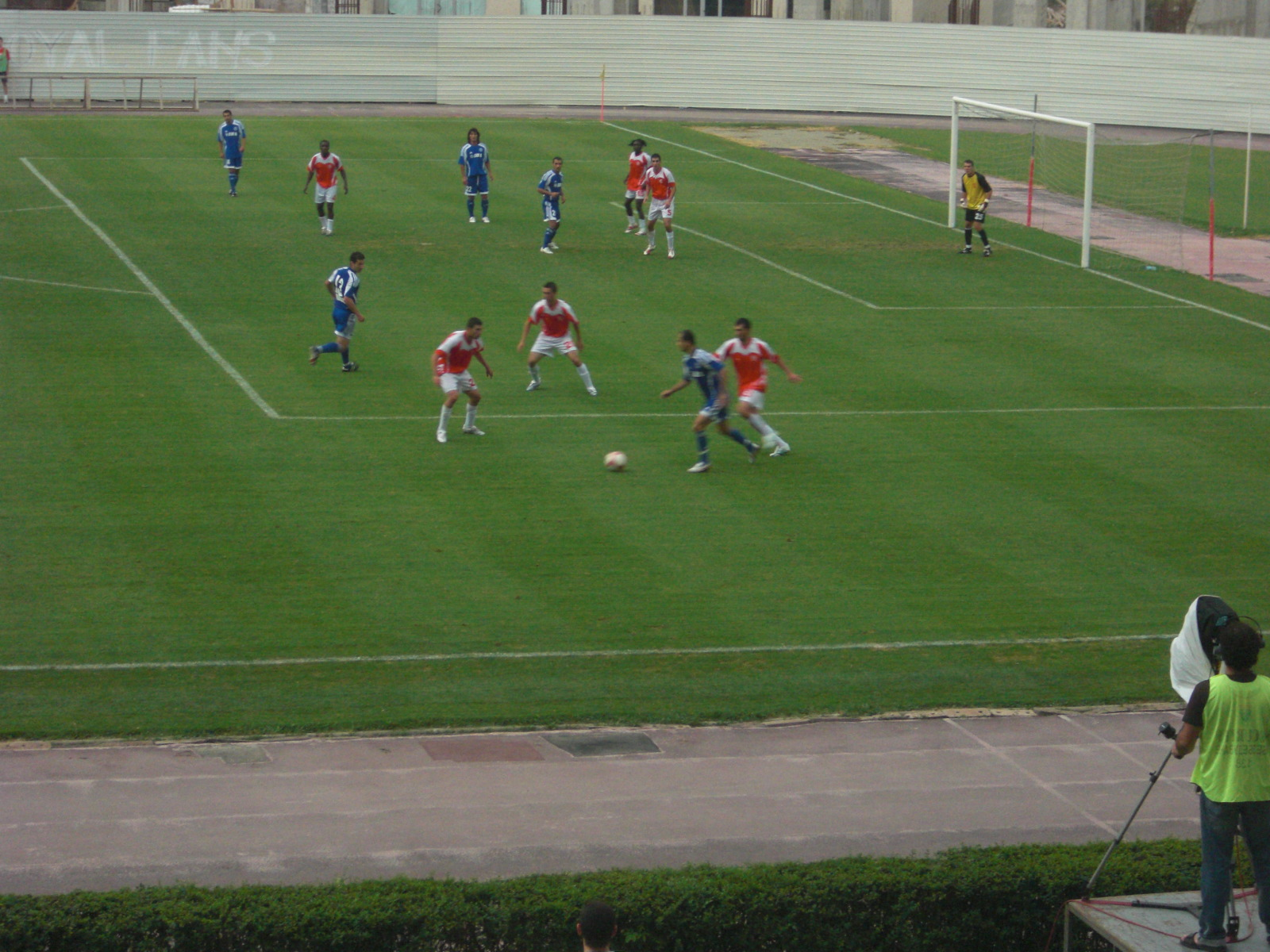
Muarem joue son premier match professionnel en juillet 2008.